# Ruhr Zeitung

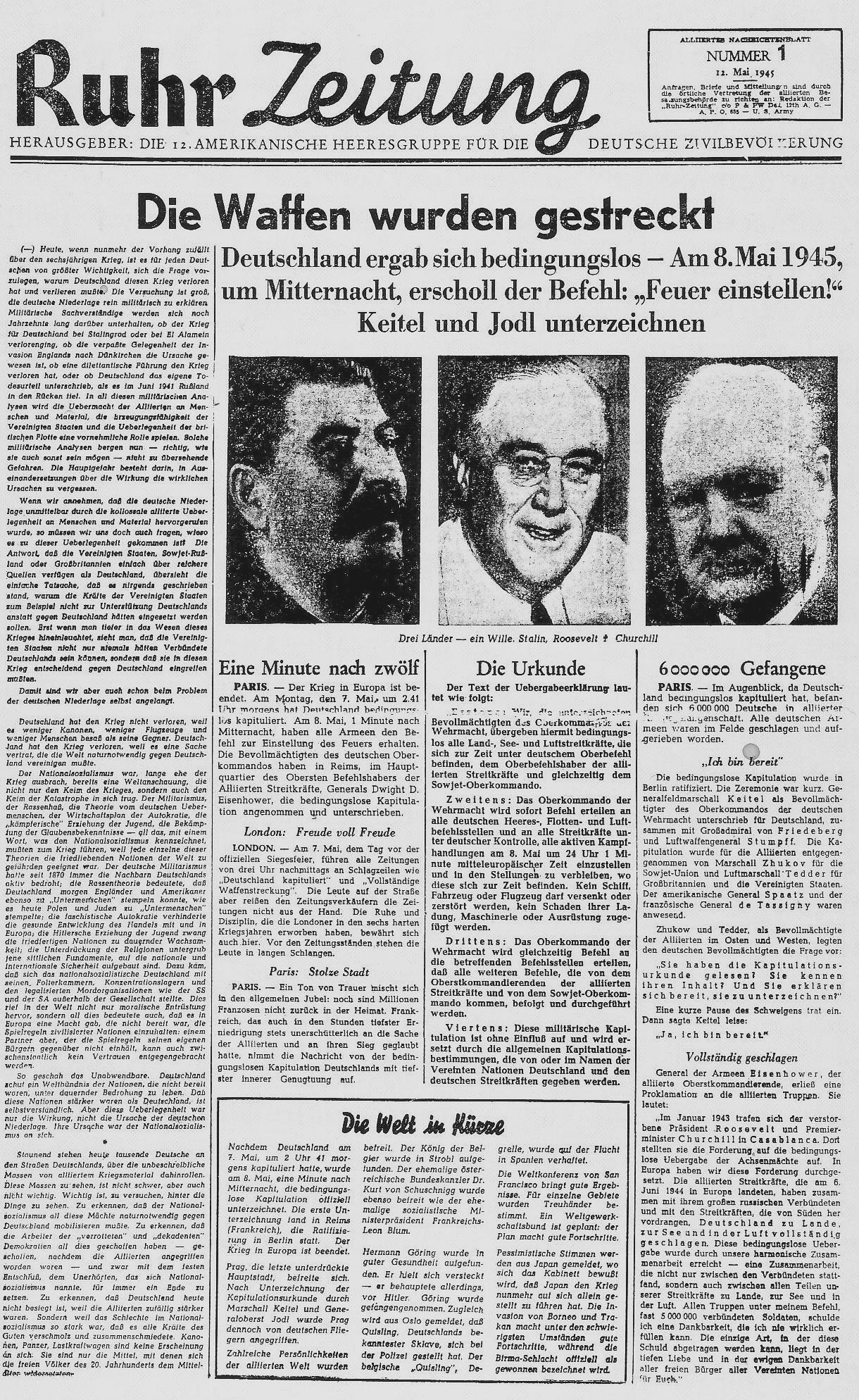
Die Erstausgabe der Ruhr Zeitung vom 12. Mai 1945

Die Ruhr Zeitung war nach dem Zweiten Weltkrieg die größte deutschsprachige Zeitung im (anfangs amerikanisch besetzten) Ruhrgebiet. Sie erschien zunächst zweimal wöchentlich in einer Auflage von rund 1,5 Millionen Exemplaren.

## Geschichte
Die Ruhr Zeitung war die erste Zeitung, die von der amerikanischen Armeeführung vier Tage nach der Kapitulation, nämlich am 12. Mai 1945, als „deutschsprachige Besatzungszeitung“ im Ruhrgebiet herausgebracht wurde. Das Druckhaus lag in der Essener Sachsenstraße; es hieß zuvor Reismann-Grone-Haus und hatte der NS-Propaganda als Verlagshaus und Druckerei für die damals gleichgeschaltete Rheinisch-Westfälische Zeitung gedient.
Hans Habe, als US-Offizier zurückgekehrter Emigrant und für den Neuaufbau des deutschen Zeitungswesens verantwortlich, entschied sich nach eigenen Angaben für den Standort Essen wegen dessen Rolle als „wichtigste Stadt des deutschen Industriezentrums“, aber auch, „weil hier Görings persönliches Organ, die National-Zeitung, erschienen war“.
Einen Monat später, nachdem die Amerikaner ihre Hoheitsansprüche über Nordrhein-Westfalen an die britische Armee abgetreten hatten, änderten sich auch die Lizenzbedingungen, die an Hans Habe und Stefan Heym erteilt worden waren. Statt dieser rein auf persönlichem Vertrauen basierenden Lizenzierungspolitik der Amerikaner setzten die Briten ganz auf eine paritätische, nach Parteien geordnete Vergabe. Die Redaktion wurde nach Dortmund verlegt, und die Herausgabe der Zeitung am 16. April 1946 an den Verleger Dietrich Oppenberg übertragen, der zuvor schon das in Düsseldorf erschienene Rhein-Echo gegründet hatte. Mittlerweile war die Auflage auf 750.000 Exemplare gesunken, weil es inzwischen eine ganze Reihe lizenzierter Neuerscheinungen auf dem Zeitungsmarkt gab.
Mit der Zusammenführung der Rheinischen Zeitung, der Ruhr Zeitung und der Übernahme der Neue Rheinische Zeitung (ebenfalls einer britischen Armeezeitung, die in Düsseldorf erschien) gelang es Oppenberg schließlich, für die Belegschaft und die noch vorhandenen Mittel eine Fortsetzung als Neue Rhein Zeitung (Köln, Düsseldorf, Niederrhein) und Neue Ruhr Zeitung (Ruhrgebiet, Wuppertal, Solingen) zu finden.